# Prijevoj Campolongo
Prijevoj Campolongo (njem. Campolongo-Pass, tal. Passo Campolongo, ladino: Ju de Ćiaulunch) (1875 m) je visoki planinski prijevoj u Dolomitima, na granici regija Veneto i Trentino-Alto Adige, u Italiji.
Povezuje Corvaru u Val Badiji i Arabbu.
Prijevoj se može prijeći i zimi na skijama.

## Maraton dles Dolomites
Prijevoj Campolongo prvi je od sedam planinskih prijevoja Dolomita koje vozači prelaze u godišnjoj jednodnevnoj biciklističkoj utrci Maratona dles Dolomites. Campolongo je jedini od sedam prijevoja na koji se penje dva puta.

## Vanjske poveznice
|  | Zajednički poslužitelj ima još gradiva o temi Prijevoj Campolongo |